# Dorothea Thiesing
Dorothea Thiesing (* 12. September 1909; † 29. Mai 1990 in Berlin) war eine deutsche Schauspielerin.

## Leben
Die Schauspielerin Dorothea Thiesing (verheiratet: Dorothea Schwabe) war über mehrere Jahrzehnte mit dem Schauspieler Willi Schwabe verheiratet. Beide standen auch gemeinsam auf der Bühne und spielten zusammen ab 1954 in mehreren DEFA-Filmen. Ihre Kinder sind die 1945 geborene Tochter Gabriele, eine erfolgreiche Opernsängerin, und der 1949 geborene Sohn Nikolaus.
Dorothea Thiesing fand ihre letzte Ruhestätte als Dorothea Schwabe auf dem Friedhof der Dorotheenstädtischen und Friedrichswerderschen Gemeinden in der Berliner Chausseestraße 126.

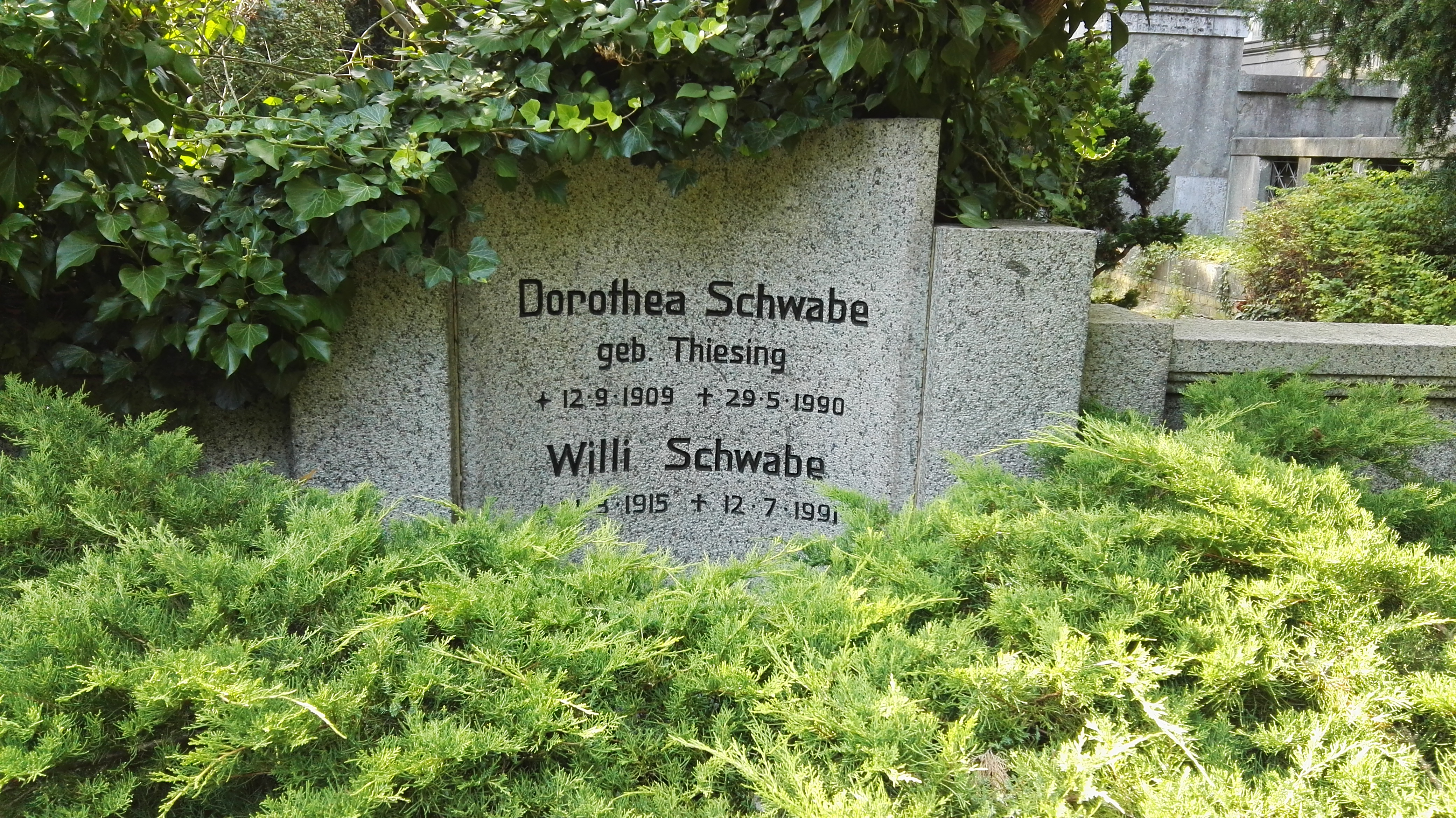
Grab von Willi und Dorothea Schwabe auf dem Dorotheenstädtischen Friedhof in Berlin

## Filmografie
- 1954: Ernst Thälmann – Sohn seiner Klasse
- 1954: Kein Hüsung
- 1954: Stärker als die Nacht
- 1955: Star mit fremden Federn
- 1955: 52 Wochen sind ein Jahr
- 1956: Thomas Müntzer – Ein Film deutscher Geschichte
- 1957: Berlin – Ecke Schönhauser…
- 1957: Sherrif Teddy
- 1957:  Das singende, klingende Bäumchen
- 1959: Kabale und Liebe
- 1959: Musterknaben
- 1964: Die Hochzeit von Länneken
- 1965: Ohne Paß in fremden Betten
- 1965/1990: Denk bloß nicht, ich heule

## Theater
- 1947: Roland Laufs: Ein Ruhetag  – Regie: Otto Lange (Volkstheater Süden Berlin)